# Syrisca
Syrisca is een geslacht van spinnen uit de  familie van de Miturgidae (spoorspinnen).

## Soorten
- Syrisca albopilosa Mello-Leitão, 1941
- Syrisca arabs Simon, 1906
- Syrisca drassiformis Strand, 1906
- Syrisca longicaudata Lessert, 1929
- Syrisca mamillata Caporiacco, 1941
- Syrisca patagonica (Boeris, 1889)
- Syrisca pictilis Simon, 1886
- Syrisca russula Simon, 1886
- Syrisca senegalensis (Walckenaer, 1842)